# Camptoprosopella vulgaris
Camptoprosopella vulgaris är en tvåvingeart som först beskrevs av Fitch 1856.  Camptoprosopella vulgaris ingår i släktet Camptoprosopella och familjen lövflugor.
Artens utbredningsområde är New York. Inga underarter finns listade i Catalogue of Life.